# Sonoton Music
Sonoton je německá hudební produkční společnost, založená v roce 1965 v Mnichově. Specializuje se na hudební tvorbu pro televizi, film a reklamy. Společnost vlastní práva k více, než 130 000 skladbám různého žánru.

## Historie
| Rok       | Událost |
| --------- | --- |
| 1965      | Rotheide a Gerhard Narholz v Mnichově zakládají Sonoton.                                                                                           |
| 1965–1970 | Společnost pokračuje v rozvoji hudební krihovny |
| 1970–1980 | Gerhard Narholz se svým známým Normanem Candlerem složil, naaranžoval a dirigoval více než 20 LP desek se svým smyčcovým orchestrem Magic Strings. |
| 1973      | Společnost EMI odpoupila Berry Music, bývalého agenta Sonoton se sídlem ve Velké Británii. To znamenalo zrod nahrávací společnosti Sonoton Music   |
| 1975      | Sonoton Music na trh uvedl britskou společnost KPM. Následovaly další mezinárodní značky.                                                          |
| 1981      | Sonoton Music založil společnost SAS (Sonoton Authentic Series)                                                                                    |
| 1984      | Sonoton Music vydal první album na CD nosiči |
| 1987      | Sonoton Music založil Sonia Classics, kolekci klasických hudebních děl na CD                                                                       |
| 1992      | Sonoton Music je první hudební knihovnou, která představila svůj program na vyhledávání hudby pod názvem Sonofind, a to na disketě.                |
| 1993      | Společnost zakládá Associated Prouction Music (APM) v USA.                                                                                         |
| 1995      | Společnost Sonoton zakládá své první nahrávací studio v Mnichově.                                                                                  |
| 1997      | Sonoton si nechal patentovat vlastní sérii zvukových efektů Sonospheres.                                                                           |
| 1998      | Sonoton začal zpřístupňovat celý hudební katalog na Internetu.                                                                                     |
| 2001      | V Mnichově založil Sonoton nové digitální 5.1 nahrávací studio                                                                                     |
| 2006      | Sonoton začal nabízet celý svůj hudební repertoár na pevném disku včetně offline vyhledávacího systému.                                            |
| 2010      | Jako první evropská nahrávací společnost začal Sonoton zpřístupňovat svou knihovnu pro mobilní telefony se systémy iOS a Android.                  |

## Významní skladatelé pro Sonoton Music
- Geoff Bastow
- John Fox
- Dave Gage
- Horst Jankowski
- Gordon Mulrain
- Lelo Nazziro
- Klaus Netzle
- Dieter Reith
- Gregor Narholz
- Otto Sieben
- Mladen Franko
- Tommy Reeves
- Norman Candler
- Alain Bergier
- Frank Novon
- Jim Harbourg

## Využití
Filmy:
- Harry Potter a vězeň z Azkabanu
- SpongeBob ve filmu: Houba na suchu
- Spider-Man 2
- Frida
- Mumie

Seriály:
- Ordinace v růžové zahradě (2005–2010)
- Spongebob v kalhotách